# Websteria
Websteria  S.H.Wright é um género botânico pertencente à família Cyperaceae.

## Espécies
- Websteria confervoides
- Websteria limnophila
- Websteria submersa